# Brian Thornton
Brian Charles Thornton (Huntington Beach, 22 aprile 1985) è un pallavolista statunitense.
Gioca nel ruolo di palleggiatore.

## Carriera
La carriera di Brian Thornton inizia a livello giovanile nel Balboa Bay Volleyball Club, dove gioca prima di entrare a far parte della squadra di pallavolo maschile della University of California, Irvine, dove gioca la NCAA Division I dall'edizione 2004 all'edizione 2007, aggiudicandosi il titolo NCAA proprio nella sua ultima partecipazione. Nel 2008 inizia ad allenarsi con la nazionale statunitense, con la quale debutta nel 2009 aggiudicandosi la Coppa Panamericana.
Nella stagione 2009-10 inizia la carriera professionistica nella Superliga spagnola col Club Voleibol Saragoza. Nel 2010 si aggiudica per la seconda volta consecutiva la Coppa Panamericana. Nella stagione successiva gioca nello Chaumont Volley-Ball 52 Haute-Marne, nella Ligue B, serie cadetta del campionato francese, sfiorando la promozione nella massima serie; con la nazionale è poi finalista al campionato nordamericano 2011. Nella stagione 2011-12 gioca poi nella PlusLiga polacca col Klub Sportowy Jastrzębski Węgiel. Durante l'estate del 2012 è prima finalista alla World League e poi partecipa con la nazionale ai Giochi della XXX Olimpiade di Londra, ricoprendo il ruolo di palleggiatore di riserva.
Nel 2012-13 non firma alcun contratto professionistico, restando ad allenarsi per tutta la stagione con la nazionale.

## Palmarès

### Club
- NCAA Division I: 1

2007

### Nazionale (competizioni minori)
- Coppa Panamericana 2009
- Coppa Panamericana 2010